# Hans-Peter Ferner
Hans-Peter Ferner (6. června 1956, Neuburg an der Donau) je bývalý německý atlet, běžec, který se věnoval středním tratím, zejména půlce, mistr Evropy z roku 1982.
Během své kariéry se stal trojnásobným mistrem a šestkrát vicemistrem Německa v běhu na 800 metrů. Jeho největším úspěchem je titul mistra Evropy na této trati v roce 1982. Na premiérovém mistrovství světa v Helsinkách o rok později doběhl ve finále na této trati sedmý. Startoval rovněž na olympiádě v Los Angeles v roce 1984, kde skončil v této disciplíně pátý. Jeho osobní rekord na 800 metrů – 1:44,93 – pochází z roku 1983.